# IEEE 854-1987
IEEE 854-1987(공식 명칭은 the Standard for radix-independent floating-point arithmetic)는 밑 (수학)이 2 또는 10인 부동소수점 산술 연산을 위한 첫 번째 전기 전자 기술자 협회(IEEE) 표준이다.
이표준은 1987년 발표되고 IEEE 754-1985를 거의 바로 대체하였으나 만료되지 않았다.(대쉬 뒤 숫자가 비준년도) IEEE 854는 어떠한 형식도 규정하지 않는 반면, IEEE 754-1985는 그렇지 않다. IEEE 754는 밑이 2인(이진수) 산술 연산과 밑이 10인(십진수) 산술 연산을 둘 다 규정하며 밑이 10인 부동소수점 값을 위한 대안 형식에 대한 규정도 포함한다. IEE 754-2008은 또한 IEEE 부동소수점 표준화에 대한 변경사항을 갖고 있다.